# فریادی در جنگل
فریادی در جنگل (به انگلیسی: A Cry in the Woods) با نامِ اصلیِ آنکه از گرگ هراسی ندارد (به نروژی: Den som frykter ulven) یک فیلم جنایی نروژی است که در سال ۲۰۰۴ منتشر شد.

## گزیدهٔ بازیگران
- لارس بوم
- لایلا گودی
- استیگ هنریک هوف
- کریستوفر یونر
- اکسل هنی